# Ranitomeya aetherea
Espèce
Ranitomeya aetherea est une espèce d'amphibiens de la famille des Dendrobatidae. Elle appartient au genre Ranitomeya qui regroupe plusieurs grenouilles colorées et toxiques d'Amérique du Sud.

## Répartition et habitat

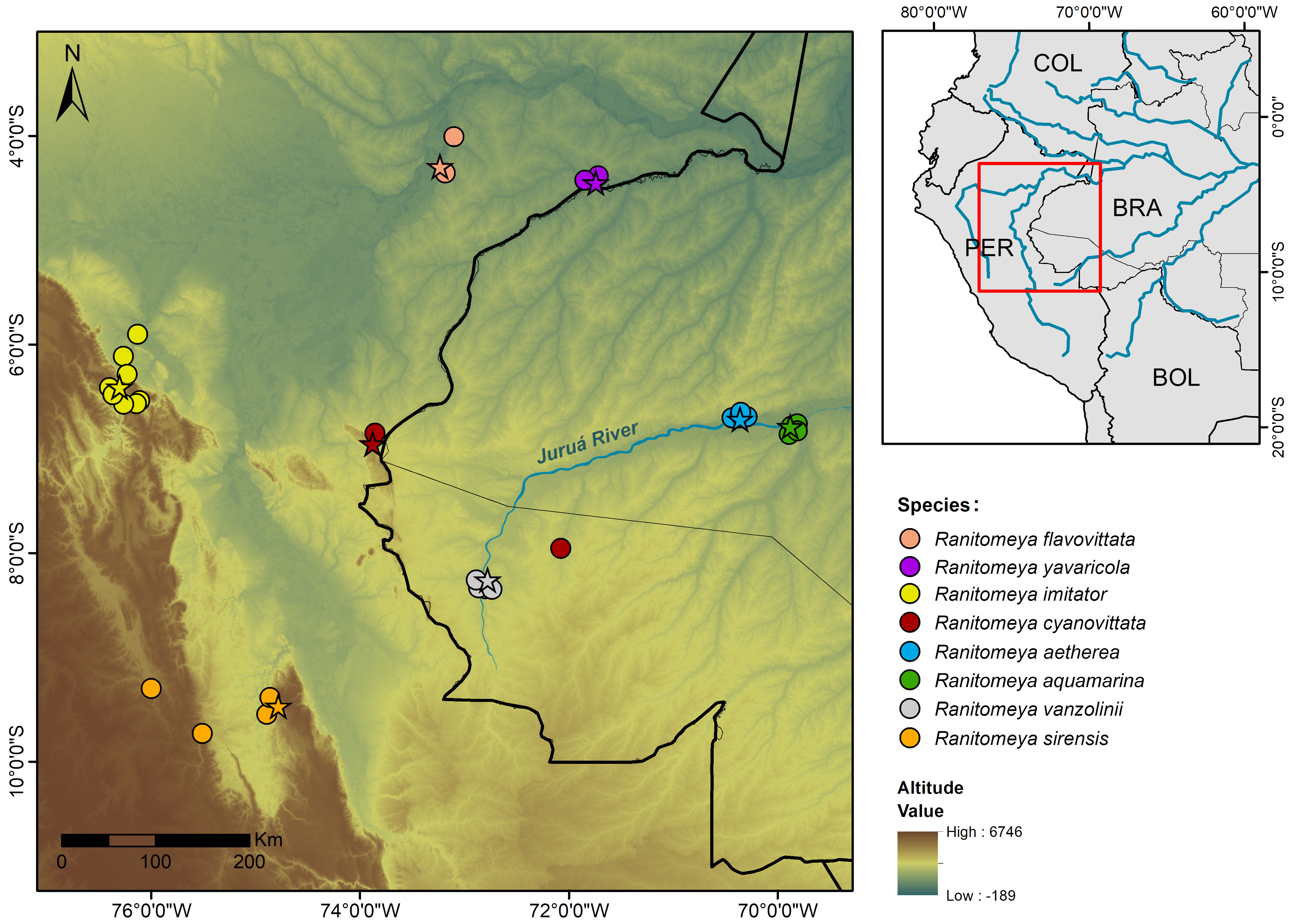
Aire de répartition (en bleu ciel) de Ranitomeya aetherea.

Cette espèce est endémique du bassin du Juruá en Amazonie brésilienne. Elle habite les forêts tropicales humides de plaine, dans des zones de forêts ouvertes ou semi-ouvertes. Elle se déplace généralement dans la végétation basse et les broméliacées.

## Description
Ranitomeya aetherea mesure environ 17 mm de longueur. Elle se distingue par une coloration bleue métallique brillante sur le dos, contrastant avec des membres cuivrés. Le ventre est noir avec des marbrures bleues. Elle présente un comportement diurne et arboricole. Comme les autres espèces du genre, elle est dotée de glandes cutanées sécrétant des toxines alcaloïdes.

### Reproduction

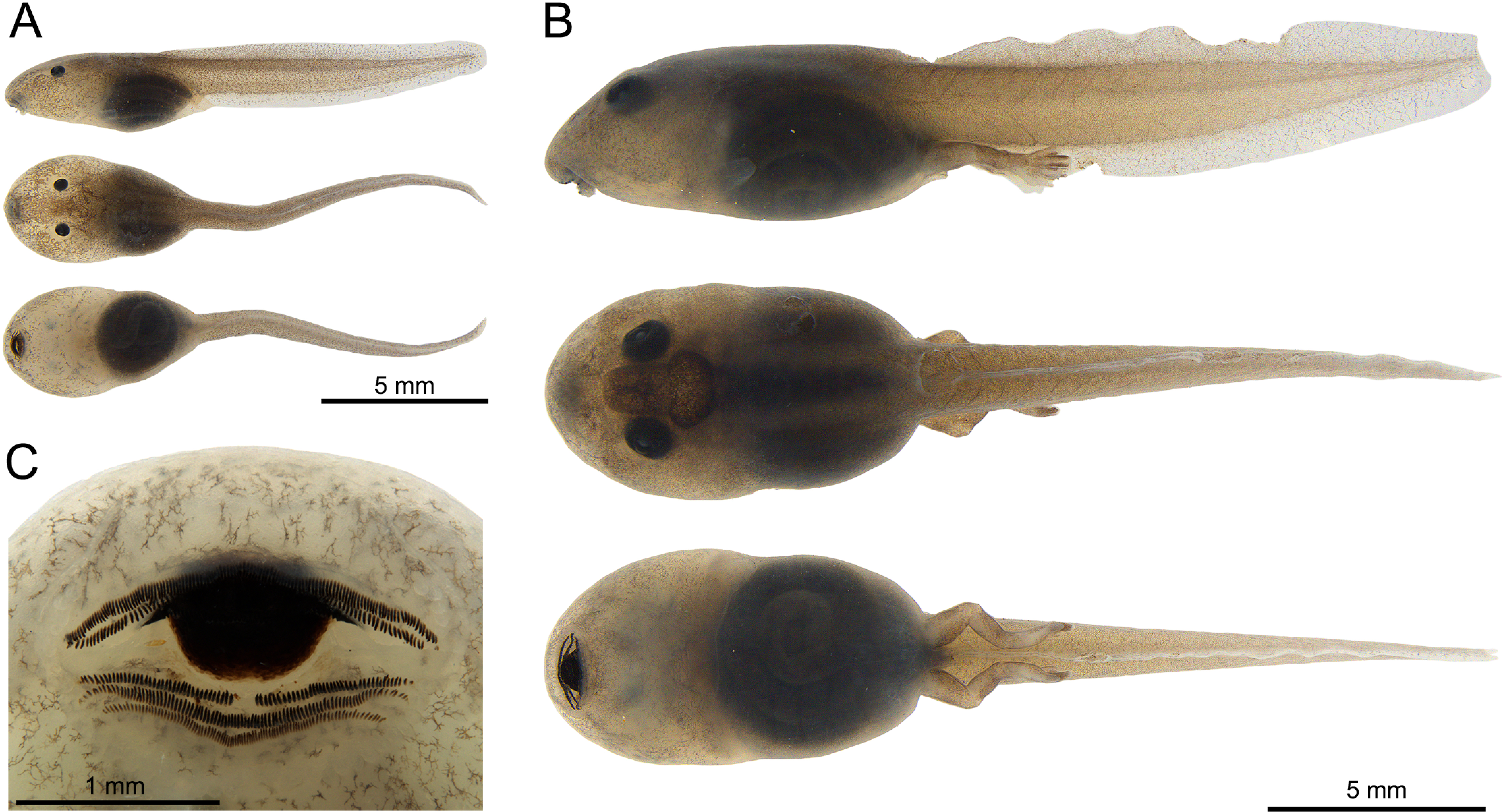
Têtards préservés de Ranitomeya aetherea.

Les mâles produisent des croassements pour attirer les femelles. Une fois la ponte effectuée, le mâle transporte les têtards sur son dos jusqu'à une cavité remplie d'eau, souvent dans une plante ou un arbre. Les parents peuvent parfois nourrir les larves avec des œufs non fécondés.

## Statut de conservation
La population et l'étendue de cette espèce sont encore mal connues. Elle pourrait être menacée par la déforestation et la fragmentation de son habitat.

## Classification
Le nom correct complet (avec auteur) de ce taxon est Ranitomeya aetherea Koch (d), 
Mônico (d), Dayrell (d), Ferreira (d), Dantas (d), Moravec (d) & Lima (d), 2025.
Cette espèce a été décrite à partir de spécimens collectés dans la région du rio Juruá.

### Étymologie
L'épithète spécifique, aetherea, dérive du latin aether, « ciel, atmosphère », et fait référence à la teinte bleutée éclatante de ses rayures.

### Publication originale
- (en) Koch, E.D., Mônico, A.T., Dayrell, J.S., Ferreira, A.S., Dantas, S.P., Moravec, J. et Lima, A.P., « A remarkable new blue Ranitomeya species (Anura: Dendrobatidae) with copper metallic legs from open forests of Juruá River Basin, Amazonia », PLOS ONE, vol. 20, no 5,‎ 2025, e0321748 (DOI 10.1371/journal.pone.0321748, lire en ligne)